# Mścibów (gmina)
Mścibów – dawna gmina wiejska istniejąca do 1939 roku w woj. białostockim (obecnie na Białorusi). Siedzibą gminy był Mścibów.
W okresie międzywojennym gmina Mścibów należała do powiatu wołkowyskiego w woj. białostockim.
30 grudnia 1922 roku do gminy Mścibów przyłączono:
- część obszaru zniesionej gminy Święcica:
  - gromada Nowosiółki (wsie Chilmonowce, Nowosiółki, Wielkie Sioło i Zarzeczany),
  - gromada Święcica Mała (folwarki Święcica Mała i Marysin),
  - gromada Święcica Wielka (folwark Święcica Wielka),
  - gromada Wierdomicze (wieś i folwark Wierdomicze);
- część obszaru gminy Świsłocz:
  - gromada Jatwieź (wieś Jatwieź),
  - gromada Nieścierowicze (wieś Nieścierowicze [Nestorowicze])
  - gromada Olekszyce (wieś Olekszyce).

Natomiast część obszaru gminy Mścibów włączono do:
- gminy Biskupice:
  - gromada Cimochy (wieś Cimochy),
  - gromada  Kościewicze (wieś Kościewicze).
- nowo utworzonej gminy Szydłowicze:
  - gromada Biegienie (wieś Bagienie),
  - gromada Bierdziki (wsie Bierdziki i Niewiarówka),
  - gromada Bobyle (wieś Bobyle),
  - gromada Dziaki (wieś Dziaki),
  - gromada Janowicze (wieś Janowicze),
  - gromada Kosin (wsie Kosin, Menczele i Subacze),
  - gromada Kukiełki (wieś Kukiełki),
  - gromada Miełowce (wieś Miełowce),
  - gromada Mosznie (wieś Mosznie [Moszny]),
  - gromada Orany (wsie Orany i Wilczuki),
  - gromada Ostrowczyce (wieś Ostrowczyce),
  - gromada Ozieranki (wsie Ozieranki Małe, Ozieranki Wielkie i Bancerowszczyzna),
  - gromada Piatczyce (wsie Piatczyce i Zieniowce),
  - gromada Snopki (wieś Snopki),
  - gromada Szydłowicze (wieś Szydłowicze),
  - gromada Talkowce (wieś Talkowce),
  - gromada Wiszniewicze (wieś Wiszniewicze).

16 października 1933 gminę Mścibów podzielono na 22 gromady: Andrzejewicze, Bagoń, Hniezno, Hołynka, Janysze, Jaryłówka, Jatwieź, Leśniki, Moczulisko, Montowty, Mścibów, Nieścierowicze, Nowosiółki, Ogrodniki, Olekszyce, Prudno, Rybaki, Szandry, Szuściki, Święcica Mała, Święcica Wielka i Wierdomicze.
Po wojnie obszar gminy Mścibów wszedł w struktury administracyjne Związku Radzieckiego.